# Хрусліна
Хрусліна (пол. Chruślina) — село в Польщі, у гміні Юзефув-над-Віслою Опольського повіту Люблінського воєводства.
Населення — 512 осіб (2011).

## Демографія
Демографічна структура станом на 31 березня 2011 року:
|          | Загалом | Допрацездатний вік | Працездатний вік | Постпрацездатний вік |
| -------- | ------- | ------------------ | ---------------- | -------------------- |
| Чоловіки | 263     | 58                 | 171              | 34                   |
| Жінки    | 249     | 51                 | 131              | 67                   |
| Разом    | 512     | 109                | 302              | 101                  |